# Andaluso
L'Andaluso o cavallo pura razza spagnola (PRE) è un cavallo di tipo meso-dolicomorfo, dal portamento nobile e molto elegante. Proviene dalla Penisola Iberica, e più in particolare dall'Andalusia da cui prende il nome. È utilizzato nelle corride, dove presenta tutto il suo coraggio, e nell'Alta Scuola. Si tratta di un cavallo agile, nonostante il passo spagnolo. Gli spagnoli considerano di grande pregio la coda che sfiora il terreno, e la criniera molto lunga, per questo se ne ha grande cura. Tutte le sere i crini vengono spazzolati e, per evitare che quelli della criniera si arruffino, vengono intrecciati in una treccia morbida e lenta. Questi animali svilupparono grande agilità, forza e bellezza, pur avendo a che fare con il terreno accidentato e gli animali selvatici, compresi i feroci tori della regione.

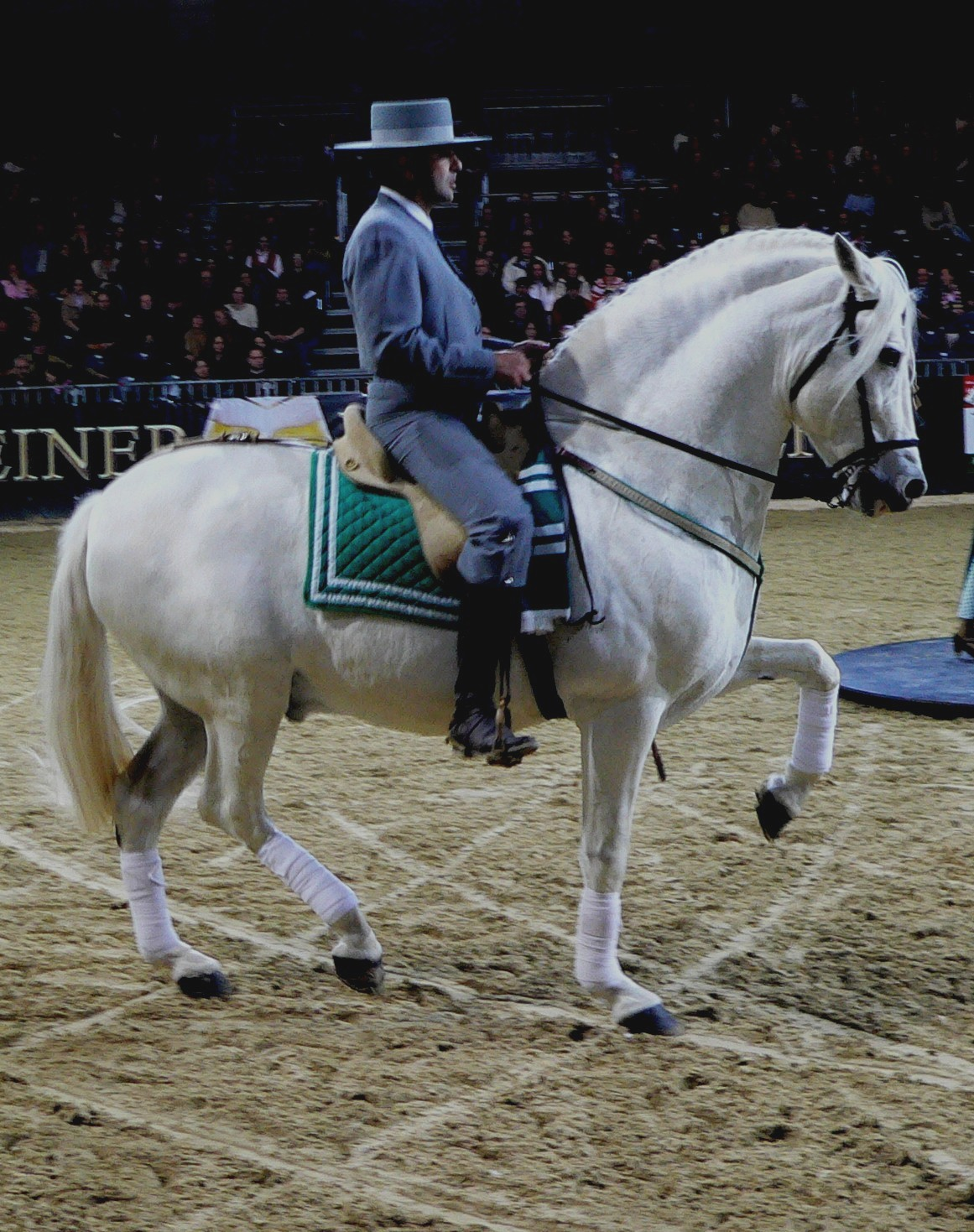
Stallone andaluso

## Etimologia e terminologia
Ci sono diversi modi di riferirsi ai cavalli provenienti dalla penisola Iberica. Nel 1913, al momento della pubblicazione del libro genealogico ufficiale è stato mantenuto il nome di "cavallo puro di razza spagnola". La denominazione di cavallo Andaluso si riferisce invece solo alle linee allevate in Andalusia. Tuttavia questo termine è ancora usato molto e per molti allevatori americani ed europei dire "cavallo andaluso o iberico" è equivalente a dire "pura razza spagnola". Tuttavia, per l'Asociación Nacional de Criadores de Caballo de Pura Raza Española (ANCCE) questi termini si riferiscono solo a cavalli meticci e di scarsa qualità per mancanza di documenti ufficiali nel libro genealogico spagnolo.
Quelli conosciuti come cavalli Cartujano sono una famiglia (o lignaggio) all'interno della Pura Raza Española.

## Caratteristiche della pura razza spagnola

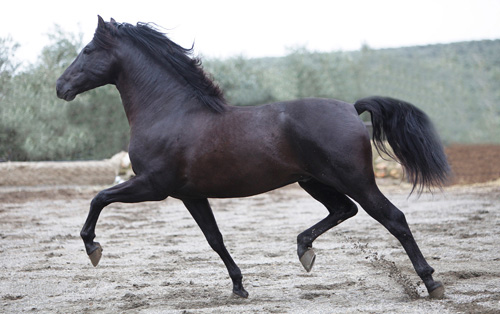
Cavallo pura razza spagnola

I caratteri morfologici tipici sono i seguenti:
- Cavalli compatti e muscolosi. Aspetto potente ma animali leggeri.
- Altezza al garrese: 155-165 cm.
- Collo forte e muscoloso.
- Coda e criniera folte.
- Occhi vivi.
- Groppa tonda e potente.
- Aspetto elegante e proporzioni armoniose.

## Storia
I cavalli abitano la penisola iberica, la Spagna e il Portogallo da più di 25.000 anni. L'Andaluso era apprezzato come destriero per la cavalleria ed era scelto dai re di tutta Europa.
Le origini dell'Andaluso sono controverse. C'è chi afferma che discenda dai Berberi e dagli Arabi giunti in Spagna al tempo delle invasioni Moresche. Altri lo fanno discendere dall'Equus ibericus rinvenuto dalle legioni di Giulio Cesare; Secondo questa versione sarebbe stato lo stesso Equus Ibericus a dare origine al cavallo Berbero dopo aver attraversato l'istmo che collegava l'Africa con l'Europa (dove oggi si trova lo Stretto di Gibilterra) entrando così nel Nordafrica. La terza ipotesi la vuole discendente delle duemila giumente numidi portate via mare dai Cartaginesi.

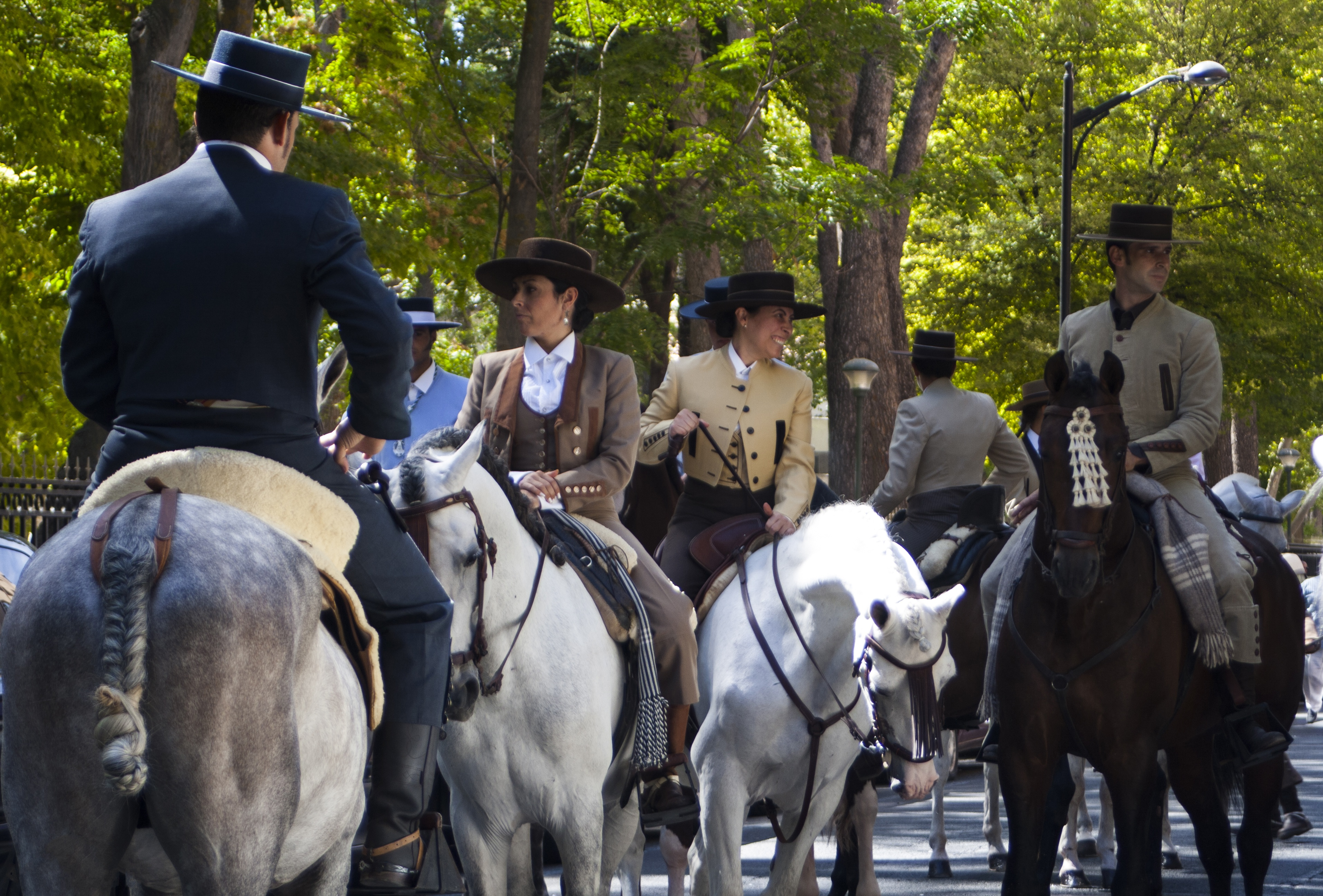
Cavalieri in fiera

A la prima teoria, e le forze più realistiche, sostengono che l'andaluso derivi da cavalli berberi e arabi portati in Spagna dai Mori durante l'invasione e incrociati con radici locali (Sorraia, Garrano, Galaicoastrian, Pottok). I musulmani rimasero nella penisola dal 711 al 1492, otto secoli in cui definirono l'attuale razza andalusa. Da semplice mezzo di trasporto, il cavallo spagnolo divenne un ottimo soggetto per la cavalleria e per il Liceo, largamente diffuso in tutte le corti d'Europa. Durante il Medioevo, la dinastia reale spagnola ne favorì l'allevamento, consapevole dell'importanza militare e del prestigio che la razza stava acquisendo. Nel 1476 il ranch si unì alla Cartuja de Jerez de la Frontera, che deve essere la purezza della moderna Andalusia.

## Documentazione ufficiale e controlli di identificazione
Solo il libro genealogico spagnolo è autorizzato a rilasciare a livello internazionale la documentazione ufficiale dei cavalli di razza pura spagnola. È l'unico che garantisce la purezza razziale e che ha applicato alla razza controlli accettati a livello internazionale.
Il passaporto rilasciato dal M.A.R.M. Spagnolo e ANCCE è l'unica documentazione che garantisce che il cavallo è un cavallo spagnolo purosangue e soddisfa tutti i requisiti per l'identificazione degli equini.
Quando nasce un Cavallo di Razza Spagnola, viene sottoposto ad una serie di controlli da parte dei veterinari del Libro Genealogico che lo identificano attraverso diversi test:
La sua affiliazione è determinata dal DNA.
Viene rivisto in base a criteri accettati a livello internazionale.
Al cavallo viene assegnato un codice nel Libro Genealogico.
Un microchip di identificazione viene impiantato nella regione del collo.
È iscritta nel Registro delle Nascite del Libro Genealogico.

## Descrizione

### Morfologia
I valori medi dei diversi caratteri morfologici (ricavati da misure zoometriche e qualificazione morfologica lineare) vengono aggiornati e pubblicati annualmente sul sito LG PRE ANCCE. Le caratteristiche delle regioni morfologiche del PRE o Andaluso descritte in questa sezione sono in relazione ai valori medi della razza pubblicati annualmente.
Il mantello più comune è il grigio, ma compaiono anche il baio, il morello e il roano. La testa è bella ed elegante, molto espressiva, di medie dimensioni, con il profilo rettilineo, occhi grandi ed espressivi, narici ampie, elastiche e dilatate. Il collo è ben proporzionato, possente e arcuato, perfettamente attaccato alla testa e al tronco. La spalla è di buona lunghezza e inclinazione, muscolosa, sciolta e molto libera nel movimento. Il garrese è prominente e la groppa possente e arrotondata; la coda è attaccata bassa. Il petto è aperto, il torace ampio e profondo, con costole ben arcuate, e l'addome tende a essere arrotondato. Gli arti sono di media lunghezza, lisci e forti: gli avambracci sono muscolosi e potenti e gli stinchi corti e verticali; i garretti sono robusti con grande mobilità delle articolazioni; i pastorali sono lunghi e i tendini asciutti e ben staccati. Gli zoccoli sono piuttosto piccoli, alti nei talloni, solidi, con unghia abbastanza dura e consistente. La pelle è fine ed elastica. I crini sono fini e sericei; coda e criniera, molto caratteristiche, sono folte, spesso ondulate e lasciate lunghe.
Di seguito approfondiamo le diverse parti della morfologia:

#### Testa

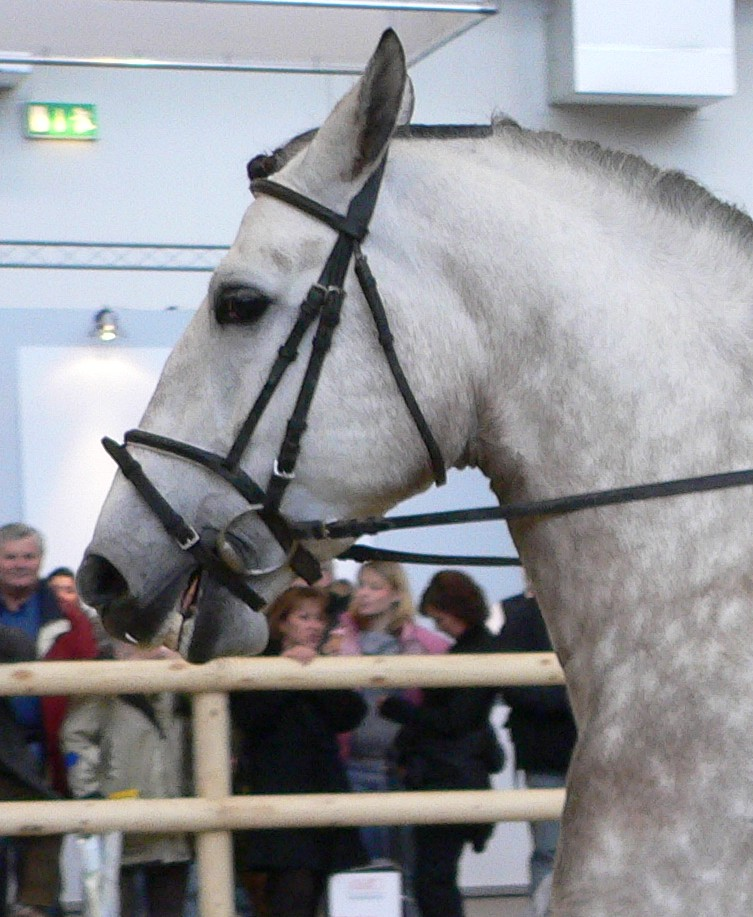
Dettaglio della testa

La testa è proporzionata, di media lunghezza, asciutta, con profilo frontale subconvesso, con giunzione fronto-nasale minimamente convessa.
Le orecchie sono di grandezza media, proporzionate alla grandezza della testa, molto mobili, ben inserite, parallele e rivolte in avanti. Occhi vivaci, triangolari, dallo sguardo espressivo, con arcate orbitali che non cancellano il profilo frontale.
La testa è relativamente larga e moderatamente allungata (più nelle femmine), subconvessa ed emaciata. Naso chiaro e liscio con proiezione curva del viso. Narici estese e lacerate. Guance larghe ed emaciate con un bordo lungo e un arco discreto. Labbro superiore alto e in movimento.

#### Collo

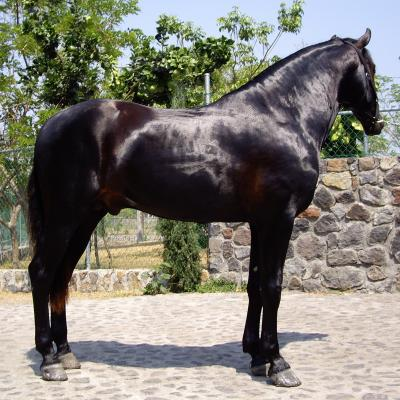
Cavallo pura razza spagnola

Il collo è di media grandezza e lunghezza in proporzione all'altezza e alla lunghezza del corpo. È muscoloso (meno nelle femmine), con gola rientrante e inserzione nel tronco. Il bordo superiore è sottile, ad arco ascendente dal garrese alla nuca (meno arcuato e più stilizzato nelle femmine). L'inserzione del collo è profonda sul tronco e meno sulla testa. La chioma è abbondante, ondulata e setosa.

#### Corpo
Il tronco è proporzionato e robusto. Il garrese è discretamente largo e prominente, in regolare estensione con la linea dorsale. La schiena è consistente, muscolosa e abbastanza dritta. Hanno un lombo corto, largo, muscoloso, alquanto arcuato e leggermente ascendente fino alla groppa. È ben attaccato al dorso e alla groppa.
La groppa è proporzionata, leggermente più lunga che larga (un po' più larga nelle femmine), arrotondata e leggermente inclinata. L'altezza della groppa è inferiore a quella del garrese negli adulti. La coda è ricoperta di setole abbondanti, lunghe e spesso ondulate. Hanno un petto ampio e profondo. Le costole sono moderatamente arcuate, lunghe e profonde.

#### Membri
Gli arti sono di media lunghezza, puliti e fini. Ciò non impedisce una buona robustezza. Le zampe anteriori hanno braccia muscolose ad un angolo armonioso rispetto alla spalla. Gli avambracci sono ben diretti e forti, le ginocchia asciutte, le pistole piuttosto lunghe, con pelle fine e tendini ordinati. I testicoli sono asciutti e forti, i metacarpi relativamente lunghi e obliqui. Le cosce e la groppa sono muscolose, i garretti leggermente piegati e attaccati alti. Le regioni delle zampe posteriori al di sotto del tarso sono identiche a quelle delle zampe anteriori. Il portamento di tutti i membri è buono. Le articolazioni sono larghe. I piedi sono ben formati e lo zoccolo è duro e ben proporzionato.

#### Crine di cavallo
Il pelo è lungo, lucido e molto abbondante. Di solito sono ondulati. Si apprezzano una coda che tocca terra e richiami molto lunghi, che richiedono una manutenzione particolare. In questo modo si realizzano trecce morbide per evitare che i capelli si aggroviglino o si spezzino.

### Abiti
Questo abbigliamento è stato sviluppato dagli indumenti necessari per lavorare con il bestiame, ancora in uso, ma adattandosi a ciascuna delle mode richieste. Questo tipo di abbigliamento è chiamato "Western". È stato sviluppato sulla base dell'esigenza di funzionalità degli indumenti per il lavoro e sebbene si utilizzino ancora indumenti adeguati per il lavoro nel ranch, il tempo libero ha promosso un tipo di abbigliamento che pensa più alla competizione e al semplice piacere di guida.

### Temperamento
In termini di carattere, il PRE è un cavallo facile e intelligente. Se è orgoglioso e coraggioso, mantiene sempre un temperamento piacevole. È docile, sobrio e resistente, adattandosi bene all'allenamento. La sua bocca delicata lo rende un cavallo astuto e obbediente, se montato correttamente.

### Genetica
La conoscenza della variabilità genetica di una popolazione è un passo necessario prima di prendere decisioni di selezione o conservazione al riguardo.
Il purosangue spagnolo si distingue per avere un corpo snello e muscoloso, spalle forti e gambe lunghe. Sono creati per velocità, resistenza e cuore. Per la sua valutazione vengono prima studiate le sue caratteristiche razziali (attitudine di base come allevatore, esame radiologico per il rischio di osteocondrosi ed esame della fertilità), successivamente viene effettuata una valutazione morfologica per regioni e articolazione, e infine le sue caratteristiche funzionano come una sella i cavalli sono valutati e addomesticati.

### Linee e tipologie
Il cavallo certosino è una linea di allevamento del cavallo spagnolo di razza pura la cui origine si trova nella Certosa di Jerez. A partire dal 1484 e per almeno tre secoli divenne l'epicentro dell'allevamento di un'élite cabala. Il suo libro delle origini è uno dei più antichi del mondo. Generalmente considerata la più pura diversità di razze e detiene uno dei record di allevamento più antichi del mondo. In passato venivano allevati cavalli Cartujanos, il che rendeva chiaro che gran parte della popolazione discende da un piccolo numero di cavalli e quindi avrebbero avuto una diversità genetica limitata. Uno studio del 2005 ha confrontato la distanza genetica tra i cavalli certosini e altri purosangue spagnoli. La distinzione tra i due non è supportata da prove genetiche. Tuttavia, ci sono lievi differenze fisiche. I certosini sono più "orientali" o concavi nella forma della testa e più spesso mostrano la pelle grigia, mentre i non certosini tendono ad avere contorni convessi e più spesso mostrano altri colori della pelle come la baia.

### Selezione
ANCCE è responsabile dello sviluppo del programma di miglioramento genetico del cavallo di razza spagnola dopo la sua approvazione da parte del Ministero dell'agricoltura, della pesca e dell'alimentazione nel 2004, [programma di miglioramento] sotto la direzione tecnica del gruppo di ricerca MERAGEM. L'obiettivo principale è quello di migliorare la morfologia, la conformazione e la funzionalità del cavallo PRE. Per raggiungere questo obiettivo vengono effettuati controlli prestazionali e i cavalli vengono [valutati geneticamente] per ognuna delle tre attitudini previste nel Programma di Miglioramento: Dressage, Morfologia e Attitudine alla Sella. Dopo la valutazione genetica, i cavalli che ottengono una qualsiasi delle categorie previste dal Programma di Allevamento (Riproduttore Raccomandato, Riproduttore Miglioratore o Riproduttore Élite) vengono pubblicati in un Catalogo Riproduttori, al fine di diffondere le qualità genetiche di questi animali agli allevatori, tecnici e sostenitori della razza affinché si ottenga la massima diffusione del miglioramento in tutto l'allevamento del PRE e il massimo progresso genetico nel minor tempo possibile. Queste attività sono inquadrate nel Programma di diffusione del miglioramento.

### Accoppiamento
Le fattrici sono poliestro stagionali, di lunga giornata. Durante la stagione riproduttiva sono in grado di presentare diversi cicli estrali di 21 giorni, e 5 di loro sono in calore. È interessante che il puledro nasca nei mesi in cui l'erba comincia a germogliare, così garantiremo un buon peso e crescita dell'animale. Bisogna quindi tener conto dell'area geografica, del tempo di gestazione, che si aggira intorno agli 11 mesi, e della stagione degli anestri, che va indicativamente da ottobre a febbraio.

## Usi

Piaffe

Passo spagnolo

Trotto

Cavallo veloce, molto forte e resistente, ha un'azione che ostenta fierezza e dinamismo, andature rilevate e spettacolari. Grande interprete dell'Alta Scuola, cioè di quel tipo di equitazione in cui vengono esaltati i movimenti del cavallo e la sottomissione al cavaliere: nei secoli passati era molto ricercato dalle corti europee per le esibizioni equestri. L'Andaluso svolge anche il meno onorevole lavoro con i bovini: ancor oggi è montato dai vaqueros come avveniva centinaia di anni fa. 
Tuttavia la sua maggior fama è quella di fondatore e miglioratore di altre razze. Per 300 anni, fino alla fine del XVIII secolo, la sua influenza sulle razze europee e americane è stata determinante. In Europa il suo sangue si trova nei progenitori di razze come Lipizzano, Lusitano, Alter-Real,  Hannover, Oldenburg, Cleveland Bay, Connemara, Welsh Cob, Frisone, Normanno e Orlov. Ha anche influenzato tutte le razze americane, in particolare il Criollo e il Mustang.
Le diverse discipline in cui questa razza si distingue sono spiegate di seguito:

### Dressage
Al ricevimento del cavallo si valuta lo stesso e le sue possibilità e, in accordo con il proprietario, si pianificano gli obiettivi da raggiungere, il piano di lavoro da svolgere, il programma di preparazione e addestramento e, se del caso, il programma di formazione presentazioni a test e concorsi.
Dressage e fase di addestramento del cavallo: Abituare il puledro al lavoro quotidiano sulla corda e ad un primo contatto con il cavaliere, preparare il cavallo ad una corretta obbedienza agli aiuti ea raggiungere un corretto assetto al passo, al trotto e al galoppo e presentazione a gare di morfologia e funzionalità e gare di dressage fino al livello 3.
Fase di allenamento con abilità sportive nel dressage: Sviluppo di esercizi avanzati fino al livello San Jorge e partecipazione progressiva a gare di dressage in base al proprio livello di preparazione.

### Equitazione tradizionale e lavorativa

Galoppo

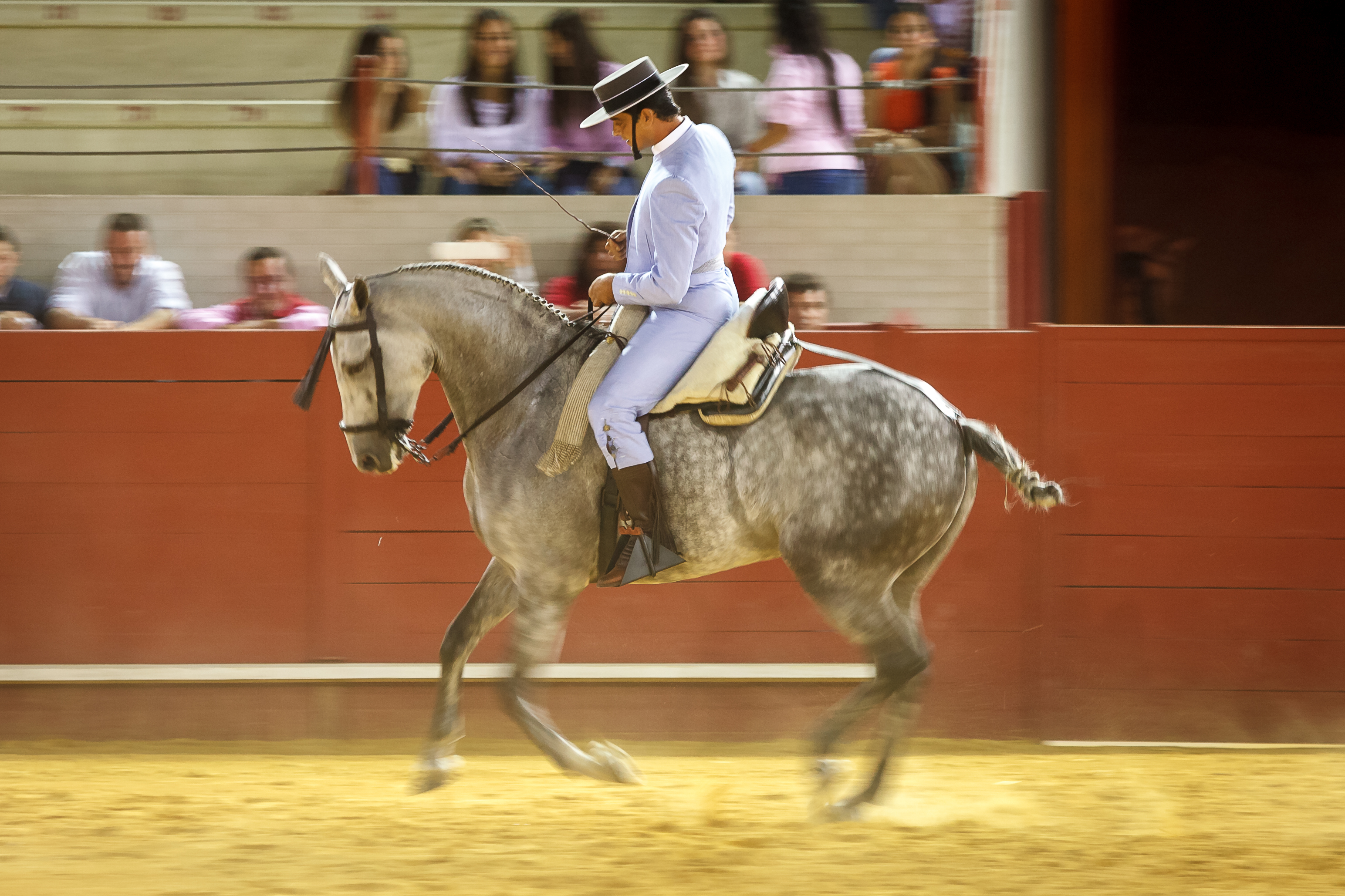
Monta vaquera

A causa della tradizione spagnola e del carattere forte dei PRE, sono stati ampiamente utilizzati per lavorare con i tori. Inoltre si usavano anche cavalle per la trebbiatura del grano, che consiste nel calpestare il grano mentre vengono accarezzate dai cavalieri che li fanno correre in cerchio. Il PRE è ancora presente in diverse forme di equitazione tradizionale, sia nell'equitazione da lavoro, nell'dressage e nella corrida. Per quanto riguarda il dressage denim sono cavalli che si distinguono perché sono altamente sensibili permettendo loro di essere in perfetta sintonia con il pilota e di eseguire movimenti specifici di alto livello tecnico e artistico.

### Spettacolo equestre e animali domestici
Grazie al suo carisma e alla facilità di apprendimento, il purosangue spagnolo è un ottimo cavallo da esposizione. Si trova spesso nei circhi, negli spettacoli ippici e anche nei film.

## Distribuzione dell’allevamento
La razza spagnola pura è una razza transfrontaliera con distribuzione mondiale. Se l'allevamento di cavalli di razza spagnola è strettamente legato alla Spagna e all'Andalusia, il PRE è presente e allevato in una sessantina di paesi, soprattutto in Francia. Nel 2003 sono stati iscritti al libro genealogico internazionale della razza 75.389 cavalli, di cui 6.318 erano della linea Cartujano. Alla fine del 2010, nella banca dati del Ministero dell'Agricoltura spagnolo (Ministerio de Medio Ambiente, y Medio rural y Marino). Di questi, 28.801 o circa il 15% sono di stanza in paesi diversi dalla Spagna, 65.371, o circa il 42%, sono in Andalusia.

### Spagna
Il PRE rappresenta quasi il 66% dei cavalli in Spagna, ovvero due terzi della popolazione attiva nazionale. Questo numero è aumentato nel 21º secolo. Concentrato principalmente sulla sua regione storica, l'Andalusia (in particolare nelle province di Siviglia, Cadice e Cordoba), il suo allevamento è molto rigoroso e selettivo. Solo un certo numero di allevatori è ufficialmente riconosciuto per allevare la razza. Ci sono due libri genealogici ufficiali. Un libro genealogico è gestito dall'Associazione nazionale degli allevatori di cavalli spagnoli di razza pura (Asociación Nacional de Criadores de Caballo de Pura Raza Española - ANCCE) e un altro dalla Jefatura de cria caballar y remora, un'amministrazione militare, che ha anche i propri allevamenti e depositi. Le fattorie private consistono di circa 3.000 fattrici e 800 stalloni nel 2006. Si dice che il libro genealogico della razza sia "chiuso", il che significa che non può essere incrociato con nessun altro.

### Francia
In Francia, la razza è stata riconosciuta dalle scuderie nazionali nel 2005 e il registro di allevamento è stato gestito in situ fino a gennaio 2013, quando questa gestione è tornata al libro genealogico spagnolo (ANCCE) che poi trasmette le sue informazioni alla Francia, chiedendo un direttiva europea. Il bestiame è molto importante nel paese. La Francia è il secondo produttore mondiale di cavalli PRE. È fortemente rappresentato nel bacino del Mediterraneo, ma sono presenti anche alcune fattorie a nord della Loira. L'Associazione francese degli allevatori di cavalli spagnoli di razza pura è l'associazione incaricata di promuovere la razza su tutto il territorio, inoltre organizza ogni anno il campionato nazionale francese PRE a Beaucaire.

### Altri paesi
Ci sono circa 8.500 animali negli Stati Uniti, dove l'International Andalusian and Lusitano Horse Association (IALHA) registra circa 700 nuovi puledri di razza ogni anno. Tuttavia, queste cifre indicano che l'andaluso è ancora una razza relativamente rara in questo paese.

## Successi sportivi

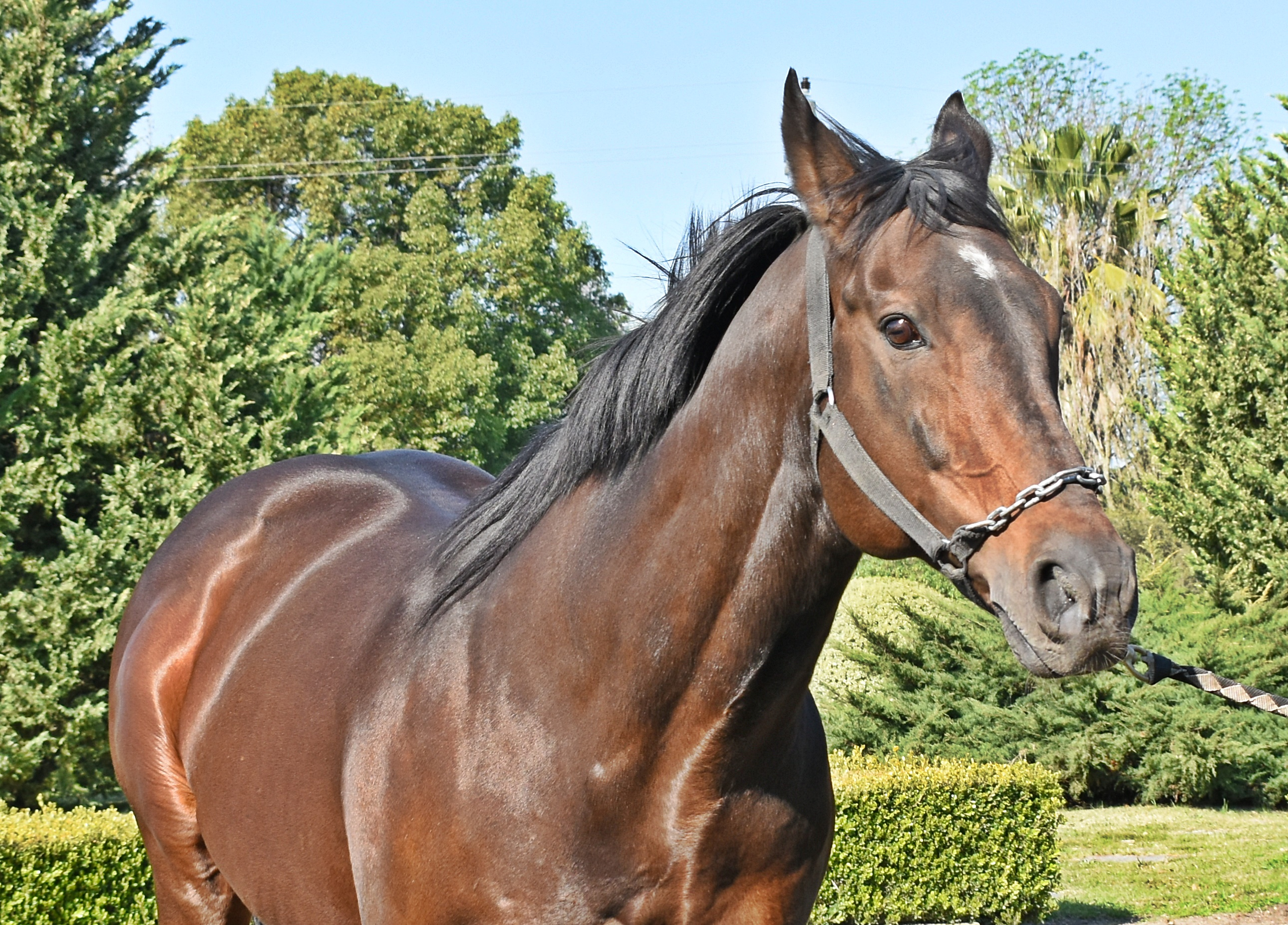
Invasor, vincitore di una medaglia olimpica

I successi sportivi del cavallo PRE risalgono al 1996. Ad Atlanta (1996) fu la prima volta che la squadra spagnola di dressage raggiunse una fase finale delle Olimpiadi. Vale la pena sottolineare il fatto che i cavalli PRE vi hanno partecipato per la prima volta. I loro nomi: Evento, Flamenco e Invasor (quest'ultimo, in sostituzione, era il cavallo più giovane di tutti quelli iscritti al dressage). Sydney 2000 è stato il passo successivo: Invasor e Distinguido sono riusciti con il team a finire al 7º posto. Con gli stessi due cavalli la Spagna ha vinto la medaglia di bronzo al JEM di Jerez 2002. 
La squadra spagnola di dressage ha ottenuto la medaglia d'argento a squadre alle Olimpiadi di Atene 2004, superata solo dalla Germania. Ne facevano parte due cavalli PRE: Invasor e Oleaje, montati rispettivamente da Rafael Soto e Ignacio Rambla. Nelle Olimpiadi tenutesi a Pechino nel 2008 si è registrata la presenza nella squadra spagnola del PRE Fuego XII montato da Juan Manuel Muñoz. Ai Kentucky World Equestrian Games 2010, la squadra nazionale di dressage ha avuto, per la prima volta, tre cavalli PRE: Fuego XII, Norte e Gnidium. Fuego XII è stato classificato come il 4° miglior cavallo del mondo, lasciando la Spagna al 6º posto per squadre. Nella sezione del concorso di guida, il cavallo spagnolo ha partecipato a diversi campionati del mondo con Juan Robles e Antonio Carrillo come i rappresentanti più importanti.